# Инокулация
Инокулация (на латински: inoculatio) се нарича вкарването на микроорганизми и вируси в тялото на живи организми. То може да бъде както при естествени причини в хода да епизоотичния или епидемиологичния процес, така и изкуствено, каквато е ваксинацията например.